# Григорівські горби
Григорівські горби — заповідне урочище місцевого значення. Об'єкт розташований на території Черкаського району Черкаської області, квартал 22 Григорівського лісництва, ділянка між північною околицею села Григорівки і Чернечим Яром, урочище «Чернече», гори «Лисуха», «Свізір».
Площа — 5 га, статус отриманий у 1979 році.

## Галерея

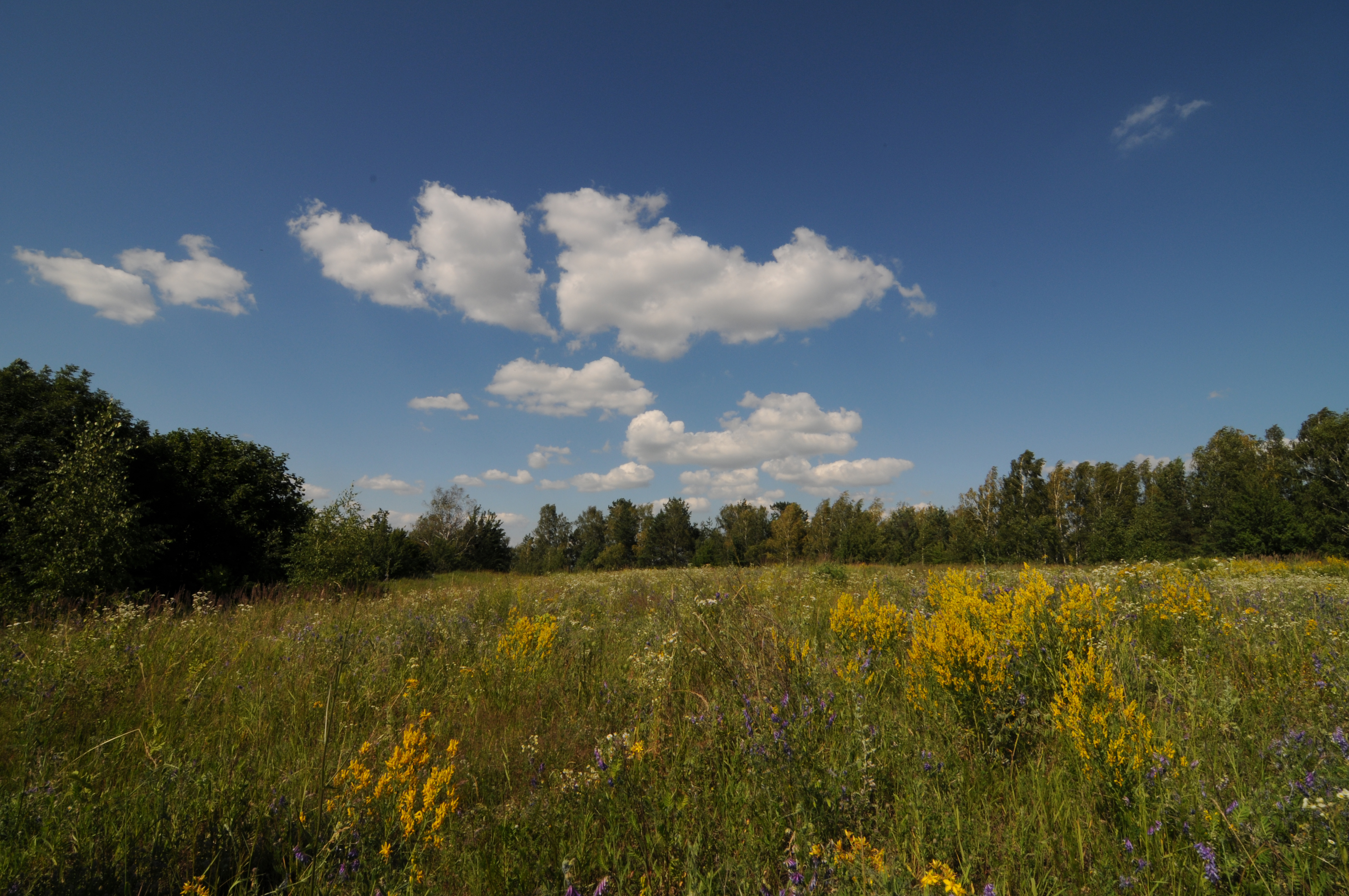
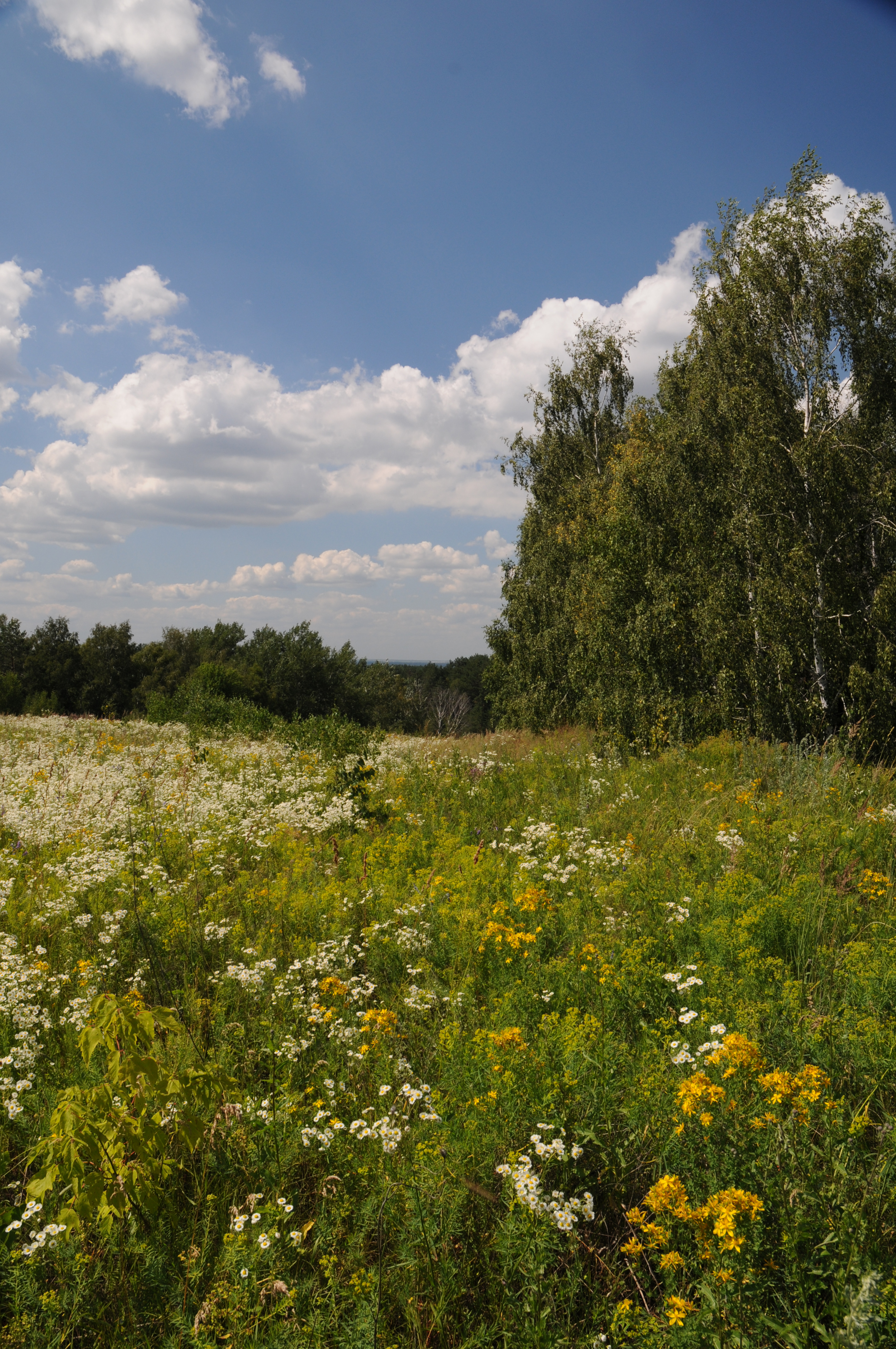